# Ivankovo
Ivankovo är en ort i Kroatien.   Den ligger i länet Srijem, i den östra delen av landet, 220 km öster om huvudstaden Zagreb. Ivankovo ligger 86 meter över havet och antalet invånare är 6 728.
Terrängen runt Ivankovo är mycket platt. Runt Ivankovo är det ganska tätbefolkat, med 120 invånare per kvadratkilometer. Närmaste större samhälle är Vinkovci, 9,4 km öster om Ivankovo. Trakten runt Ivankovo består till största delen av jordbruksmark.